# Lagsjön
Lagsjön är en sjö i Stenungsunds kommun i Bohuslän och ingår i Göta älv-Bäveåns kustområde. Lagsjön ligger i Svartedalen Natura 2000-område. Sjön är 8 meter djup, har en yta på 0,018 kvadratkilometer och är belägen 60,4 meter över havet.